# Sreća
Sreća, užitak i zadovoljstvo su emocionalna stanja u kojima smo zadovoljni. Definicija sreće je jedan od najvećih psihologijskih problema.[nedostaje izvor] Predložene definicije uključuju slobodu, sigurnost, položaj u društvu, materijalna dobra, unutarnji mir i tako dalje. Moguća definicija mogla bi biti da je sreća stanje u kojem ljudi ponašanjem dolaze do suprotstavljanja vanjskim silama koje bi inače dovele do nesreće (tuge). Druga definicija govori da je sreća trajno, pozitivno emocionalno stanje koje uključuje smireno zadovoljstvo svojim životom, ali i aktivno zadovoljstvo i postignuća.
Riječ zadovoljstvo se često koristi za izražavanje lokaliziranog, tjelesnog osjećaja, dok se sreća koristi s dubljim smislom, unutrašnjim osjećajima. Sreća traje duže od brzo prolaznog zadovoljstva, te se često promatra kao neprocjenjiva. Ona može doći kao posljedica pomno planirane situacije, može biti uzrokovana dobrotom drugih, ili situacija koje se osjećaju kao pozitivne i vrijedne. Mnogo uvrježenije mišljenje za sreću je to da je uzrokovana cjelokupnim životom i svjetonazorom. Pitanje najboljeg oblika življenja je jedno od glavnih tema etike.